# نادي ديجون
نادي ديجون (بالفرنسية: Dijon Football Côte d'Or)‏ نادي كرة قدم فرنسي يلعب في دوري الدرجة الثانية . تم تأسيس النادي في سنة 1998.